# Carl Wennberg
Carl August Wennberg (i riksdagen kallad Wennberg i Jönköping), född 30 juli 1837 i Ölme socken i Värmlands län, död 22 januari 1917 i Kristina församling i Jönköping, var en svensk disponent och politiker.
Wennberg var ledamot av riksdagens första kammare 1907–1909 för Jönköpings län. Han tillhörde Protektionistiska partiet.